# Hajrá, franciák!
A Hajrá, franciák (Allez France!) egy 1964-ben bemutatott francia vígjáték, ami a francia-angol megrögzött ellenszenvnek bemutatása és nyílt, őszinte kifigurázása a hétköznapi francia együgyűség könnyed megragadása segítségével.

## Történet
Az esküvőjére készülő Henri egy busznyi drukkerrel átruccan Londonba megnézni a francia rögbicsapat ottani szereplését, és nevetséges kalandokba keveredik.

## Szereposztás
| Szerep                   | Színész           | Magyar hangja (1. szinkron, 1975) |
| ------------------------ | ----------------- | --------------------------------- |
| Henri Martineau          | Robert Dhéry      | Dobránszky Zoltán                 |
| Nicole                   | Catherine Sola    | Bánsági Ildikó                    |
| Gerald                   | Mark Lester       | Tóth Attila                       |
| Lady Yvette Brisburn     | Colette Brosset   | Hacser Józsa                      |
| Francia a buszon         | Pierre Tornade    | Láng József                       |
| Francia a buszon         | Pierre Doris      | Vándor József                     |
| Francia a buszon         | Raymond Bussières | Szénási Ernő                      |
| Francia a buszon         | Jean Richard      | Versényi László                   |
| Diana Dors (önmaga)      | Diana Dors        | Hámori Ildikó                     |
| Timothy Reagan őrmester  | Ronald Fraser     | Szombathy Gyula                   |
| Bűnelkövető              | Arthur Mullard    | Nagy Attila                       |
| Baxter ügynök            | Percy Herbert     | Szokolay Ottó                     |
| Mrs. Throttle            | Amy Dalby         | Simor Erzsi                       |
| Bob, a 202-es ügynök     | Bernard Cribbins  | Gálvölgyi János                   |
| A 202-es ügynök felesége | Margaret Whiting  | Moór Marianna                     |
| Lord Brisburn            | Richard Vernon    | Mécs Károly                       |
| Részeg drukker kakassal  | Jean Lefebvre     | Gera Zoltán                       |
| Zászlóvivő               | Jean Carmet       | Horkai János                      |
| Vak ember                | Colin Blakely     | Konrád Antal                      |